# Lauri Hertzberg
Lauri Rafael Hertzberg, född 25 november 1898 i Helsingfors, död 8 maj 1980, var en finländsk jurist. Han var far till Lars Hertzberg.
Hertzberg, som var son till bankdirektör Hugo Hertzberg och Maria Gabriella Rein, blev student 1916, avlade rättsexamen 1922 och blev vicehäradshövding 1925. Han var anställd vid olika banker 1925–1928, extra tjänsteman vid Åbo hovrätt 1928–1930, blev kanslist 1930, notarie 1933, fiskal 1936, advokatfiskal 1937, var assessor 1937–1942, häradshövding i Borgå domsaga 1942–1953, e.o. justitieråd 1953–1954 och häradshövding i Borgå domsaga från 1954.
Hertzberg var anställd på advokatbyråer i Åbo 1931–1937, ordförande i fältkrigsrätter 1940 och 1941–1942. Han var ordförande i Östra Nylands filialavdelning av Juridiska föreningen från 1943, i Finlands Röda Kors avdelning i Borgå 1951–1965, i Svenska folkpartiets lokalavdelning i Borgå 1953–1956 samt medlem av Svenska Finlands folkting 1951, 1955, 1958 och 1961. Han var ombud vid kyrkomötet 1958, medlem av kyrkorådet och kyrkofullmäktige i Borgå svenska domkyrkoförsamling från 1953. Han skrev juridiska artiklar i tidskrifter och tilldelades lagmans titel 1963.